# Jure Franičević-Pločar
Jure Franičević Pločar (Vrisnik, otok Hvar, 12. prosinca 1918. – Split 16. siječnja 1994.), bio je hrvatski pjesnik i romanopisac.

## Životopis
Hrvatski književnik Jure Franičević-Pločar rođen je u selu Vrisniku na otoku Hvaru. Rodio se kao šesto dijete u težačkoj otočkoj obitelji Ante i Ane Franičević. U Vrisniku je završio pet razreda osnovne škole a tada kod brata, učitelja u Biskupiji kod Knina, priprema i u Šibeniku polaže još dva razreda niže gimnazije. Treći razred gimnazije položio je u Splitu a u četvrtom odustao od daljnjeg školovanja kad se vratio u rodni Vrisnik gdje je počeo čitati i pisati. Prvi njegovi književni pokušaji bili su roman o životu i osiromašenju hvarskog seljaka za vrijeme vinskih kriza i rukovet pjesama, no objavljivati je počeo tek 1940. godine u splitskom lokalnom listu. Tada je objavio svoje prve četiri pjesme.
Drugi svjetski rat i okupacija južne Hrvatske zatekla ga je kao mladog člana Komunističke partije. U početku bavio se ilegalnim radom a nakon toga se 1942. godine priključio biokovskim partizanima. U ratu je obavljao niz političkih i vojnih dužnosti. Nakon završetka rata radio je kao novinar tjednog Partijskog lista Naprijed u Zagrebu a zatim se vratio u Split na posao direktora Gradske knjižnice gdje je obavljao razne vojne i političke funkcije (tajnik Prezidija NR Hrvatske) sve do 1970. godine kada se intenzivno posvetio književnom radu. Bio je predsjednik Hrvatske matice iseljenika od 1968. do 1970. godine i redoviti član HAZU od 1988. godine.

## Književno stvaralaštvo
Književni rad Jure Franičevića-Pločara ozbiljnije započinje 1943. godine objavljivanjem zbirke predratnih i ratnih pjesama Preko rovova, potpisane pod ratnim pseudonimom Juraj Pločar. To je bila prva zbirka hrvatske partizanske lirike. Prvi njegov roman bio je Gluha zvona iz 1956. a zatim slijede Raspukline iz 1957., Zvoni na nebo iz 1961., Lanac iz 1967., Mir iz 1971., Vir iz 1972. te posljednji Pločarov roman Baština iz 1976. godine. Djela su mu prevođena s hrvatskoga na više stranih jezika. Pjesme na bugarski, češki, hindski, madžarski, njemački, poljski, ruski i talijanski jezik. Njegov roman Vir preveden je na madžarski 1975. godine te na rumunjski 1982. godine a roman Mir na ruski 1977. godine i bugarski 1978. godine.

## Djela
- Preko rovova, Agit-prop, Hvar, 1943. (pod pseudonimom Juraj Pločar)
- Oganj zemlje, Naprijed, Zagreb, 1946.
- Sunčana, Mladost, Zagreb, 1951.
- Konjik na proplanku, Zora, Zagreb, 1952.
- Na otoku, drama napisana zajedno s bratom Marinom Franičevićem, Glas rada, Zagreb, 1952.
- Stope na kamenu, Kultura, Zagreb, 1953.
- Gluha zvona: roman, Kultura, Zagreb, 1956.
- Raspukline, Zagreb, 1957.
- Nagnuta neba, Mladost, Zagreb, 1957.
- Zvoni na nebo, Naprijed, Zagreb, 1961.
- Golubovi i trube, Zagreb, 1966.
- Lanac, Naprijed, Zagreb, 1967.
- Zvoni na nebo, Zora, Zagreb, 1969.
- Mir, Zora, Zagreb, 1971.
- Naoružani Griše: (iz romana "Baština") (ulomak iz romana Baštine, posebni otisak iz 362. knjige "Rada" JAZU), Zagreb, 1972.
- Dubine i jarboli: izabrane pjesme, Nakladni zavod Matice Hrvatske, Zagreb, 1972.
- Vir, Naprijed, Zagreb, 1972. (2 izd. 1977., 3. izd. 1978.)
- Šaka zemje, Katedra za književnost i kulturu Čakavskog sabora, Split, 1974.
- Žedna sidra: izbor pjesama, izbor iz 17 novih pjesama, Minerva, Subotica-Beograd, 1975.
- Baština, August Cesarec, Zagreb, 1976. (2. izd. 1986.)
- Ustrajno more, Biblioteka revolucionarne poezije ; 2, Marksistički centar, Split, 1976.
- Pjesme; Raspukline, Pet stoljeća hrvatske književnosti, 143., Matica hrvatska, Zora, Zagreb, 1977. (prir. Slobodan Novak)
- Krilata riječ: zbornik revolucionarne hrvatske poezije, serija: Zbornici, (suautor Živko Jeličić), Čakavski sabor, Split, 1978.[3]
- Vir, Mladost, Zagreb, 1980. (2 izd. 1985., 3. izd. 1987.)
- Grumen sna: izabrane pjesme,  Veselin Masleša, Sarajevo, 1982. (prir. Jure Kaštelan)
- Poezija, Split, 1986.
- Odabrana djela, 2 sv., (knj. 1: Pjesme, knj. 2: Baština), Književni krug, Split, 1986.
- Ljubav je ravnica upila, Vukovar, 1990.

### Posmrtno
- Jure Franičević Pločar: Friži, priredio Mirko Prelas, Književni krug, Split, 2001.[4]

## Nagrade
- Nagrada DKH za zbirku pjesama Stope na kamenu.
- Nagrada DKH za roman Raspukline.
- Nagrada Vladimir Nazor za zbirku pjesama Golubovi i trube, 1966. godine.
- Nagrada za književni rad grada Splita.
- NIN-ova nagrada za roman Vir, 1974. godine.
- Nagrada Vladimir Nazor za životno djelo, 1983. godine.
- Nagrada Goranov vijenac za 1989. godinu.

## Vanjske poveznice
- Pločareva pjesma "Kad umire čovjek" na ezgeta.com
- Hrvatski biografski leksikon: Franičević Pločar, Jure
- Siniša Vuković, Jure Franičević Pločar jedan je od četiri najveća čakavska pjesnika prošlog stoljeća, a roman ‘Raspukline‘ potvrđuje ga i kao vladara prozne forme, Slobodna Dalmacija, 12. listopada 2020. (Internet Archive)